# Bridge of Dye
Die Bridge of Dye ist eine ehemalige Straßenbrücke nahe der schottischen Ortschaft Banchory in der Council Area Aberdeenshire. 1972 wurde die Bogenbrücke in die schottischen Denkmallisten in der höchsten Denkmalkategorie A aufgenommen. Eine ehemalige zusätzliche Einstufung als Scheduled Monument wurde 2016 aufgehoben.

## Geschichte
Bereits im Spätmittelalter befand sich an diesem Standort eine Brücke. Diese zählte zu den frühsten Flussbrücken im Nordosten Schottlands. Die heutige Bridge of Dye wurde im Jahre 1680 als Teil der Militärstraße von Edinburgh nach Fochabers errichtet. Sie ist die zweitälteste in der Region Royal Deeside. 1681 wurde per Parlamentsbeschluss für die Querung eine Mautpflicht eingeführt, woraus Rückschlüsse auf die hohe infrastrukturelle Bedeutung der Bridge of Dye im dünnbesiedelten Hinterland Aberdeenshires gezogen werden können. Durch einen nur wenige Meter entfernten Brückenneubau, der heute die B974 führt, wurde die Bridge of Dye obsolet.

## Beschreibung
Die Bridge of Dye befindet sich rund elf Kilometer südwestlich von Banchory nahe dem Mount Shade am Ostrand der Grampians. Der Mauerwerksviadukt überspannt das Water of Dye, das über das Water of Feugh und den Dee in die Nordsee entwässert, mit einem ausgemauerten Rundbogen mit vier Rippen im Abstand von 54 cm. Seine lichte Weite beträgt 13 Meter. Eine Brüstung begrenzt die 3,6 Meter breite Fahrbahn. Das Mauerwerk der Bridge of Dye besteht aus Granit.